# Hubert De Ley
Hubert De Ley, (1919-1986), was een Vlaams liberaal en scholenbouwer.
Hij was de zoon van een katholiek senator.
De Ley was eveneens Pythagoreër.
Hij was initiatiefnemer en (mede)stichter van de Schola Para Medicorum met Dr. Roger Vandekerkhove en anderen en de Faculteit voor Vergelijkende Godsdienstwetenschappen met Adriaan Peel, Abraham Malinsky, Christiaan Vonck en anderen.